# Iyozoh Fujita
Pour les articles homonymes, voir Fujita.
Iyozoh Fujita (藤田怡与蔵), né le 2 novembre 1917 à Tianjin et mort le 1er décembre 2006, est un as de l'aviation japonais de la Seconde Guerre mondiale.
Il a participé à l'attaque de Pearl Harbor en 1941 et la bataille de Midway où il a abattu 10 appareils au cours d'une même journée.
Il volait sur le Mitsubishi A6M.